# Natriumlöffel
Natriumlöffel werden im Schulunterricht und bei Experimentalvorlesungen benutzt, um Natrium unter die Wasseroberfläche zu drücken und das dabei aufsteigende Wasserstoffgas pneumatisch (z. B. mit einem Eudiometer) aufzufangen. Dazu werden Löffel benutzt, die als Mulde ein halbkugelförmiges Kupferdrahtnetz besitzen. 

## Sicherheitshinweis
Von der Benutzung von Löffeln aus zwei halbkugelförmigen Netzen, die man nach Einlegen des Natriumstückchens mit einem Ring zu einer Kugel zusammendrücken kann, wird in der Fachliteratur abgeraten, da Knallgas-Explosionen drohen, weil die Luft nach dem Untertauchen zu langsam entweicht. Ebenso soll die Maschenweite des Siebes nicht zu klein sein.